# Bursfelde
Bursfelde è una frazione (Ortsteil) della città di Hann. Münden, nel land della Bassa Sassonia, in Germania.

## Storia
Fu sede di una abbazia benedettina; il decano della facoltà teologica dell'università di Gottinga porta ancora il titolo di "abate di Bursfelde".
Già comune autonomo nel circondario di Münden, fu soppresso e incorporato a Hemeln il 15 luglio 1968; insieme con Hemeln, è stato unito a Hann. Münden il 1º gennaio 1973.